# Temporada 1966 del fútbol chileno
La Temporada 1966 del fútbol chileno abarca todas las actividades relativas a campeonatos de fútbol profesional, nacionales e internacionales, disputados por clubes chilenos, y por las selecciones nacionales de este país, en sus diversas categorías, durante el año 1966.

## Torneos locales

### Primera División

#### Tabla final
| Pos | Equipo               | PJ | PG | PE | PP | GF | GC | Dif | Pts |
| --- | -------------------- | -- | -- | -- | -- | -- | -- | --- | --- |
| 1   | Universidad Católica | 34 | 20 | 8  | 6  | 70 | 34 | 36  | 48  |
| 2   | Colo-Colo            | 34 | 17 | 10 | 7  | 63 | 42 | 21  | 44  |
| 3   | Santiago Wanderers   | 34 | 16 | 11 | 7  | 46 | 33 | 13  | 43  |
| 4   | Universidad de Chile | 34 | 18 | 6  | 10 | 79 | 49 | 30  | 42  |
| 5   | Palestino            | 34 | 14 | 10 | 10 | 52 | 40 | 12  | 38  |
| 6   | Magallanes           | 34 | 14 | 10 | 10 | 46 | 48 | -2  | 38  |
| 7   | Deportes La Serena   | 34 | 12 | 12 | 10 | 46 | 42 | 4   | 36  |
| 8   | Green Cross-Temuco   | 34 | 12 | 11 | 11 | 64 | 52 | 12  | 35  |
| 9   | O'Higgins            | 34 | 12 | 11 | 11 | 43 | 48 | -5  | 35  |
| 10  | Unión La Calera      | 34 | 12 | 7  | 15 | 45 | 60 | -15 | 31  |
| 11  | Rangers              | 34 | 10 | 10 | 14 | 65 | 65 | 0   | 30  |
| 12  | Audax Italiano       | 34 | 9  | 12 | 13 | 52 | 56 | -4  | 30  |
| 13  | Everton              | 34 | 12 | 6  | 16 | 47 | 57 | -10 | 30  |
| 14  | Unión San Felipe     | 34 | 11 | 7  | 16 | 57 | 65 | -8  | 29  |
| 15  | Unión Española       | 34 | 9  | 10 | 15 | 37 | 46 | -9  | 28  |
| 16  | San Luis de Quillota | 34 | 8  | 12 | 14 | 35 | 49 | -14 | 28  |
| 17  | Santiago Morning     | 34 | 8  | 8  | 18 | 41 | 69 | -28 | 24  |
| 18  | Ferrobádminton       | 34 | 8  | 7  | 19 | 45 | 78 | -33 | 23  |

PJ=Partidos jugados; PG=Partidos ganados; PE=Partidos empatados; PP=Partidos perdidos; GF=Goles a favor; GC=Goles en contra; Dif=Diferencia de gol; Pts=Puntos
|  | Campeón. Clasifica a Copa Libertadores 1967. |
|  | Clasifica a Copa Libertadores 1967.          |
|  | Desciende a Segunda División                 |

#### Campeón
|                              |
| Campeón Universidad Católica |
| 4.° título                   |
|                              |

### Segunda División

#### Tabla final
| Pos | Equipo                | PJ | PG | PE | PP | GF | GC | Dif | Pts |
| --- | --------------------- | -- | -- | -- | -- | -- | -- | --- | --- |
| 1   | Huachipato            | 30 | 23 | 3  | 4  | 65 | 23 | 42  | 49  |
| 2   | Coquimbo Unido        | 30 | 18 | 6  | 6  | 52 | 24 | 28  | 42  |
| 3   | San Antonio Unido     | 30 | 15 | 9  | 6  | 51 | 39 | 12  | 39  |
| 4   | Trasandino            | 30 | 14 | 4  | 12 | 47 | 42 | 5   | 32  |
| 5   | Universidad Técnica   | 30 | 12 | 8  | 10 | 51 | 46 | 5   | 32  |
| 6   | Ñublense              | 30 | 12 | 8  | 10 | 48 | 44 | 4   | 32  |
| 7   | Lister Rossel         | 30 | 12 | 6  | 12 | 49 | 43 | 6   | 30  |
| 8   | Colchagua             | 30 | 11 | 6  | 13 | 46 | 51 | -5  | 28  |
| 9   | Lota Schwager         | 30 | 7  | 13 | 10 | 37 | 47 | -10 | 27  |
| 10  | Municipal de Santiago | 30 | 10 | 6  | 14 | 51 | 53 | -2  | 26  |
| 11  | Antofagasta Portuario | 30 | 8  | 10 | 12 | 44 | 55 | -11 | 26  |
| 12  | Deportes Ovalle       | 30 | 9  | 8  | 13 | 25 | 38 | -13 | 26  |
| 13  | Deportes Concepción   | 30 | 9  | 7  | 14 | 43 | 49 | -6  | 25  |
| 14  | Iberia-Puente Alto    | 30 | 7  | 10 | 13 | 38 | 50 | -12 | 24  |
| 15  | Luis Cruz Martínez    | 30 | 6  | 11 | 13 | 38 | 50 | -12 | 23  |
| 16  | San Bernardo Central  | 30 | 6  | 7  | 17 | 34 | 65 | -31 | 19  |

PJ=Partidos jugados; PG=Partidos ganados; PE=Partidos empatados; PP=Partidos perdidos; GF=Goles a favor; GC=Goles en contra; Dif=Diferencia de gol; Pts=Puntos
|  | Campeón. Asciende a Primera División |
|  | Desciende a su Asociación de origen  |

#### Campeón
| Campeón Huachipato Asciende a Primera División |